# (Per la) via di casa
(Per la) via di casa è il primo album in studio del gruppo musicale italiano La Rappresentante di Lista, pubblicato il 6 marzo 2014 dalla Garrincha Dischi.

## Descrizione
L'album è stato prodotto e registrato da Roberto Cammarata presso il Teatro Garibaldi Aperto a Palermo, a eccezione dei brani Madonna e Lento, registrati agli 800A Studios di Palermo, dove l'intero album è stato missato da Francesco Vitaliti e Cammarata. È stato masterizzato da Hannes Jaeckl presso la Home Vasoldsberg. Le illustrazioni sono state realizzate da Elia Dalla Casa e Alessandro Riva. Secondo quanto spiegato da Dario Mangiaracina, il titolo «racconta il momento in cui si lascia casa dei genitori e si cerca la propria».
Nel 2019 il disco è stato pubblicato per la prima volta nel formato vinile e contenente la bonus track Baci per Gina.

## Tracce
Testi e musiche di Veronica Lucchesi e Dario Mangiaracina.

### CD
1. (Per la) via di casa – 2:36
2. Madonna – 3:41
3. D.A.Q.C.M. – 2:39
4. Bimba libre – 2:15
5. Klammern an den Zähnen – 2:40
6. La rappresentante di lista – 2:38
7. Non sostare (senza di te) – 3:36
8. Notte a Urbino – 2:45
9. Lento – 2:15
10. 1000 fan – 2:05
11. Winter Underwear – 3:48

Tracce bonus nella riedizione del 2015
1. Cara casa (inedito live)
2. I topi non avevano nipoti (inedito live)
3. Baci per Gina (inedito)
4. Madonna (versione alternativa)

### LP
Lato A
1. (Per la) via di casa – 2:36
2. Madonna – 3:41
3. D.A.Q.C.M. – 2:39
4. Bimba libre – 2:15
5. Klammern an den Zähnen – 2:40
6. Baci per Gina – 2:40

Lato B
1. La rappresentante di lista – 2:38
2. Non sostare (senza di te) – 3:36
3. Notte a Urbino – 2:45
4. Lento – 2:15
5. 1000 fan – 2:05
6. Winter Underwear – 3:48

## Formazione
Gruppo
- Veronica Lucchesi – voce, percussioni, strumenti giocattolo
- Dario Mangiaracina – guitalele, chitarra elettrica ed acustica fisarmonica, voce

Altri musicisti
- Angelo Di Mino – violoncello (traccia 1)
- Antonio Di Martino – voce (traccia 1)
- Valentina – voce della strega (traccia 3)
- Carola – voce della strega (traccia 3)
- Monica – voce della strega (traccia 3)
- Giorgia – voce della strega (traccia 3)
- Eleonora – voce della strega (traccia 3)
- Banda alle Ciance – fiati e percussioni (tracce 4 e 7)
  - Alessandro Mattina – tromba
  - Pietro Finocchiaro – tromba
  - Antonio Bonomolo – trombone
  - Giuseppe Durante – basso tuba
  - Alberto Maggiore – piatti
  - Dario Bellomia – rullante
- Simona Norato – pianoforte (tracce 5 e 6)
- Roberto Cammarata – basso (traccia 6), chitarra elettrica (traccia 9)

Produzione
- Roberto Cammarata – produzione artistica, registrazione, missaggio
- La Rappresentante di Lista – produzione artistica
- Francesco Vitaliti – missaggio, registrazione (tracce 2 e 9)
- Hannes Jaeckl – mastering